# Samsung Wave S8500
De Samsung Wave S8500 is de eerste Samsung smartphone met het besturingssysteem Bada. Het toestel werd uitgebracht op 1 juni 2010. De smartphone bevat een 5 megapixel-camera, een 1GHz-processor en een micro-SD-slot, waarin een micro-SD-kaart past met een capaciteit tot 32 GB. Er is twee GB interne opslagruimte aanwezig. De telefoon kan gegevens uitwisselen via bluetooth en wifi.

## Scherm
De telefoon heeft een 84 mm (3,3 inch) breed super-amoled-, antivlekkentouchscreen. Ook heeft de telefoon krasbestendig gehard glas. De schermresolutie is 800x480 WVGA en 283 ppi (pixels per inch).